# Eva Matoušková
Eva Adamová (dříve Matoušková) (* 15. listopadu 1951) je bývalá česká politička, v 90. letech 20. století poslankyně České národní rady a Poslanecké sněmovny za SPR-RSČ, po odchodu z této strany členka poslaneckého klubu LSNS, později ODA.

## Biografie
Ve volbách v roce 1992 byla zvolena do ČNR, jako poslankyně za Sdružení pro republiku - Republikánskou stranu Československa (volební obvod Severočeský kraj). Zasedala v ústavněprávním výboru. V klubu SPR-RSČ setrvala jen do 19. listopadu 1992. Důvodem pro rozkol byl fakt, že Matoušková a několik dalších republikánských poslanců podpořili usnesení ČNR o převzetí kontinuity státní moci na území České republiky, čímž podpořili i proces dělení Československa. 20. listopadu 1992 pak SPR-RSČ v zasedacím sále ČNR distribuovala fiktivní smuteční oznámení, v němž konstatovala, že „v pozdních večerních hodinách pošli na vrozenou křivici charakteru, ke které se přidala prudká infekce ptačího moru, Pavel Kulička, Eva Matoušková a Vítězslav Valach.“ Okamžitě poté zmínění odpadlíci utvořili spolu s několika poslanci, kteří odešli z Liberálně sociální unie, nový klub, později nazvaný klubem Liberální strany národně sociální. V lednu 1993 ji přímo v budově poslanecké sněmovny měl napadnout předseda SPR-RSČ Miroslav Sládek. Média o tom informoval svědek incidentu, poslanec Petr Koháček. Podle něj měl Sládek uchopit Matouškovou silně za ruku, cloumat s ní a napřáhnout na ni ruku.
Po vzniku samostatné České republiky v lednu 1993 se ČNR transformovala na Poslaneckou sněmovnu Parlamentu České republiky. V ní Matoušková zasedala do voleb v roce 1996. Od září 1994 zasedala v poslaneckém klubu ODA. V září 1994 se ale objevily informace, podle nichž pražský místní klub ODA odmítl Matouškovou přijmout za členku strany.
V sněmovních volbách roku 1996 kandidovala neúspěšně za ODA.